# PHPShop
PHPShop CMS — популярное в России семейство систем управления сайтом. Выпускается и поддерживается российской компанией-разработчиком интернет-магазинов PHPShop Software с 2004 года.
- PHPShop CMS Free — бесплатная версия с открытым кодом для сайтов-визиток[5]
- PHPShop Basic — облегчённая версия для интернет-магазинов
- PHPShop Enterprise — стандартная версия для интернет-магазинов
- PHPShop Pro 1С — расширенная версия для интернет-магазинов с поддержкой 1С:Предприятие

Согласно рейтингу iTrack летом 2009 года занимал в России более 50 % в сегменте «CMS для интернет-магазинов». По рейтингу «CMS Magazine» в 2009 году занимает 2 место в категории «Коробочные коммерческие CMS для интернет-магазинов».

## Основные возможности
PHPShop CMS ориентирована на пользователей Рунета, не имеющих специальных навыков и знаний по работе со сложными программными продуктами и системами. Для установки CMS на компьютер или хостинг, обновления и расширения стандартной функциональности присутствует утилита Easy Control, упрощающая эти процессы.
Интерфейс административной части системы управления выполнен в стиле Bootstrap (фреймворк). Даны возможности редактирования контента — изменение отдельных элементов страницы или объединение страниц в тематические каталоги. Присутствуют WYSIWYG редакторы контента, позволяющие производить операции с текстом и графикой.
Для модификации стандартного варианта PHPShop CMS предусмотрены бесплатные дополнительные модули, позволяющие расширить архитектуру и настроить функциональность системы. В комплект поставки включены более 100 бесплатных модулей.

## Публикации
- web-analitik.info. — Статья в журнале Веб-Аналитик, №3 2010.
- masterhost.ru. — Пресс-релиз: Представляем PHPShop на CMS-Профи. Архивировано 11 мая 2012 года.
- soft.mail.ru. — Финалист конкурса Софт года 2009. Архивировано 11 мая 2012 года.
- Статья в журнале Хакер, №114. — Gameland, 2009.
- Компания PHPShop Software представляет усовершенствованную систему безопасности интернет-магазино. Ferra.ru (12 октября 2010).